# Carmen Scarpitta
Carmen Scarpitta (Los Angeles, 26 de maio de 1933 – Cabo San Lucas, 26 de abril de 2008) foi uma atriz italiana.

## Biografía

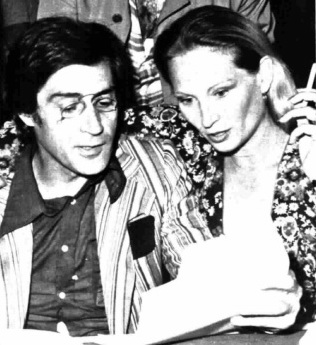
O ator italiano Giancarlo Dettori e a atriz italiana Carmen Scarpitta, Torino, dezembro.

Nascida perto de Hollywood em 1933, ela mudou-se para Roma com a família no início dos anos cinquenta; apaixonada pela atuação, frequentou os cursos da Academia Nacional de Arte Dramática, graduando-se em 1959.
Em 1972 estreou-se na comédia musical Ciao Rudy, de Garinei e Giovannini.
Em 1983 atuou com Gino Bramieri na comédia musical La vita comincia ogni mattina, de Terzoli & Vaime, dirigida por Pietro Garinei.
Faleceu de um vazamento de gás na casa dela, no México, em 2008.

## Filmografía
- Jovanka e le altre, direcção de Martin Ritt (1960)
- Gidget a Roma (Gidget Goes to Rome), direcção de Paul Wendkos (1963)
- Le piacevoli notti, direcção de Armando Crispino e Luciano Lucignani (1966)
- Lo sbarco di Anzio, direcção de Duilio Coletti (1968)
- Scacco alla mafia, direcção de Luigi Sabatini (1970)
- Riuscirà il cav. papà Ubu?, direcção de Vito Molinari e Beppe Recchia - miniserie TV (1971)
- L'albero dalle foglie rosa, direcção de Armando Nannuzzi (1974)
- Il magnate, direcção de Giovanni Grimaldi (1974)
- Fango bollente, direcção de Vittorio Salerno (1975)
- Natale in casa d'appuntamento, direcção de Armando Nannuzzi (1976)
- La orca, direcção de Eriprando Visconti]] (1976)
- Frou-frou del tabarin, direcção de Giovanni Grimaldi (1976)
- Il Casanova di Federico Fellini, direcção de Federico Fellini (1976)
- Oedipus orca, regia di Eriprando Visconti (1977)
- Al di là del bene e del male, direcção de Liliana Cavani (1977)
- In nome del Papa R], regia di Luigi Magni (1977)
- La Cage aux folles, regia di Édouard Molinaro (1978)
- Sbirro, la tua legge è lenta... la mia... no!, direcção de Stelvio Massi (1979)
- Tranquille donne di campagna, direcção de Claudio De Molinis (1980)
- Bello di mamma, direcção de Rino Di Silvestro (1980)
- Calderón, direcção de Giorgio Pressburger (1981)
- Mosca addio, direcção de Mauro Bolognini (1987)
- Lungo il fiume, direcção de Vanna Paoli (1989)
- L'amore probabilmente, direcção de Giuseppe Bertolucci (2001)

## Teatro
- Adelchi de Alessandro Manzoni, direcção de Vittorio Gassman, 1960.
- Oresteia de Ésquilo, direcção de Vittorio Gassman, 1960.
- Un marziano a Roma de Ennio Flaiano, direcção de Vittorio Gassman, 1960.
- Così è (se vi pare) de Luigi Pirandello, direcção de Mario Ferrero, 1964.
- L'attenzione de Alberto Moravia, direcção de Edmo Fenoglio, 1967.
- Visita alla prova de L'isola purpurea, de Mikhail Bulgákov, direcção de Raffaele Maiello, Milano, 1968.
- La vita comincia ogni mattina, de Terzoli & Vaime, direcção de Pietro Garinei, 1981.